# Tiny Beautiful Things
Tiny Beautiful Things ist eine US-amerikanische Miniserie, basierend auf dem Buch Tiny Beautiful Things: Advice on Love and Life from Dear Sugar von Cheryl Strayed. Die Premiere der Miniserie fand am 7. April 2023 auf dem US-Streamingdienst Hulu statt. Im deutschsprachigen Raum erfolgte die Erstveröffentlichung der Miniserie am 10. Mai 2023 durch Disney+ via Star als Original.

## Handlung
Während das Leben der Schriftstellerin Clare Pierce im Begriff ist, in die Brüche zu gehen, übernimmt sie zunächst widerwillig die angesehene Ratgeberkolumne „Dear Sugar“. 
Zum ersten Mal lernt der Zuschauer Clare an einem Punkt in ihrem Leben kennen, an dem sie an mehreren Fronten zu kämpfen hat. Ihre Ehe mit ihrem Mann Danny droht zu zerbrechen, ihre entfremdete Tochter Rae spricht kaum noch ein Wort mit ihr, und von ihrer einst vielversprechenden Karriere als Schriftstellerin ist ihr nicht mehr viel geblieben. Doch dann tritt ein alter Schriftstellerkollege mit dem Vorschlag an sie heran, die beliebte Ratgeberkolumne „Dear Sugar“ zu übernehmen. Zunächst zögert Clare, das Angebot anzunehmen, da sie sich für die letzte Person hält, die dieser Aufgabe gewachsen ist, doch nachdem sie widerwillig zugestimmt hat, wird ihr mit der Zeit klar, dass sie vielleicht doch die geeignete Kandidatin für die Kolumne ist. Gleichzeitig wird Clare durch die Leserbriefe und -fragen gezwungen, sich mit den prägendsten Momenten ihres Lebens auseinanderzusetzen und diese noch einmal Revue passieren zu lassen. Sei es der Tod ihrer Mutter, der Streit mit ihrem Bruder, die schwierige Beziehung zu ihrem Vater und sogar der schreckliche Sex im Hinterzimmer eines Bestattungsunternehmens, aber auch schöne, lustige und erfolggekrönte Momente. Alle diese Geschichten bringen die verschiedenen Facetten ihres Lebens zum Vorschein, die dem Leser verdeutlichen sollen, dass niemand ein hoffnungsloser Fall ist und dass es unsere Geschichten sind, die uns letztlich retten und vielleicht eine positive Wende in unserem Leben herbeiführen können.

## Besetzung und Synchronisation
Die deutschsprachige Synchronisation entstand nach den Dialogbüchern von Elisabeth Staak sowie unter der Dialogregie von Dennis Mohme durch die Synchronfirma ASR Audio Networks in Berlin.
| Rolle                    | Schauspieler          | Synchronsprecher   |
| ------------------------ | --------------------- | ------------------ |
| Clare Pierce             | Kathryn Hahn          | Katrin Zimmermann  |
| Clare Pierce (Jugend)    | Sarah Pidgeon         | Magdalena Höfner   |
| Clare Pierce (Kind)      | Marlow Barkley        | Rosa Blankenburg   |
| Danny Kincade            | Quentin Plair         | Tobias Schmitz     |
| Danny Kincade (Jugend)   | Stevonte Hart         | Nicolas Rathod     |
| Frankie Rae Kincade      | Tanzyn Crawford       | Clara Drews        |
| Mel Green                | Tijuana Ricks         | Anna Dramski       |
| Lucas                    | Nick Stahl            | Felix Spieß        |
| Lucas (Jugend)           | Owen Painter          | Vincent Borko      |
| Lucas (Kind)             | Giosué Bottini        | Mika Hinz          |
| Frances „Frankie“ Pierce | Merritt Wever         | Friederike Walke   |
| Jess                     | Johnny Berchtold      | Jonas Lauenstein   |
| Amy Adler                | Michaela Watkins      | Dorette Hugo       |
| Amy Adler (Jugend)       | Beth Triffon          | Alice Bauer        |
| Gene                     | Ted Levine            | Joachim Kretzer    |
| Montana                  | Aneasa Yacoub         | Marie Hinze        |
| Sam Carter               | Zak Orth              | Dennis Schmidt-Foß |
| Beverly Ohashi           | Mutsuko Erskine       | Agnes Hilpert      |
| Krystal Ohashi           | Debbie Fan            | Verena Unbehaun    |
| Shan Richards            | Elizabeth Hinkler     | Leni Leßmann       |
| Zach Charles             | Julien Marlon Samani  | Timo Weisschnur    |
| Joel                     | Eric Wiegand          | David Brizzi       |
| Tierra                   | Tasha Ames            | Verena Unbehaun    |
| Pablo                    | Dave Davis            | Tilmar Kuhn        |
| Sondra                   | Conni Marie Brazelton | Sabina Trooger     |
| James                    | Roger Aaron Brown     | Mathias Kunze      |
| Tante Felicia            | Luenell Campbell      | Sabine Walkenbach  |
| Verängstigte Mutter      | Chloe Castiglioni     | Isabelle Höpfner   |
| Eric Olson               | Jake Austin Walker    | Sebastian Kluckert |
| Dekanin                  | Sheila Mears          | Harriet Kracht     |
| Hayes MacKeown           | Tim Roth              | Patrick Winczewski |
| Joan                     | Megan Dodds           | Katharina Spiering |
| Paul                     | Kevin Rahm            | Georgios Tzitzikos |
| Eleanor                  | Melanie Hutsell       | Almut Zydra        |
| Des                      | Des Moran             | Tim Sander         |
| Joss                     | Bernadette Speakes    | Harriet Kracht     |
| Doktor                   | John Marshall Jones   | Axel Lutter        |
| Ruben                    | Sebastian Schier      | Michel Diercks     |

## Episodenliste
| Nr. | Deutscher Titel         | Originaltitel   | Erstveröffentlichung (USA) | Deutschsprachige Erstveröffentlichung (D/A/CH) | Regie                 | Drehbuch      |
| --- | ----------------------- | --------------- | -------------------------- | ---------------------------------------------- | --------------------- | ------------- |
| 1   | Pilotfolge              | Pilot           | 7. Apr. 2023               | 10. Mai 2023                                   | Rachel Lee Goldenberg | Liz Tigelaar  |
| 2   | Viele Grüße, Sugar      | Yours, Sugar    | 7. Apr. 2023               | 10. Mai 2023                                   | Rachel Lee Goldenberg | Nancy Won     |
| 3   | Das Geisterschiff       | The Ghost Ship  | 7. Apr. 2023               | 10. Mai 2023                                   | Desiree Akhavan       | Ellen Fairey  |
| 4   | Unter dem Sternenhimmel | Under the Stars | 7. Apr. 2023               | 10. Mai 2023                                   | Desiree Akhavan       | Jocelyn Bioh  |
| 5   | Die Nase                | The Nose        | 7. Apr. 2023               | 10. Mai 2023                                   | Stacie Passon         | Des Moran     |
| 6   | Was zerbrochen ist      | Broken Things   | 7. Apr. 2023               | 10. Mai 2023                                   | Stacie Passon         | Naomi Iwamoto |
| 7   | Geh                     | Go              | 7. Apr. 2023               | 10. Mai 2023                                   | Desiree Akhavan       | Deirdre Shaw  |
| 8   | Liebe                   | Love            | 7. Apr. 2023               | 10. Mai 2023                                   | Desiree Akhavan       | Kaitlyn Fahey |